# Prezioso feat. Marvin
Prezioso feat. Marvin (auch bekannt als Prezioso & Marvin oder Marvin & Andrea Prezioso) ist ein italienisches Dance-Duo aus Rom, das im Herbst 1999 mit dem Titel Tell Me Why bekannt wurde. 2007 stieg Giorgio Prezioso aus und aus dem ehemaligen Trio wurde ein Duo.

## Geschichte
Die Gruppe wurde 1998 gegründet und bestand aus drei Mitgliedern namens Alessandro Moschini (Künstlername: Marvin) sowie den Brüdern Giorgio und Andrea Prezioso. Sie avancierten im Zuge des Erfolges italienischer Dance-Musiker im Jahre 1999 neben Eiffel 65, Gigi D’Agostino sowie Mauro Picotto zu den Gruppen des Jahrtausendwechsels.
Ihre größten Erfolge in Deutschland sowie in fast ganz Europa erlangten sie mit ihrem Hit Tell me why im Herbst 1999. Dieser erreichte in vielen europäischen Ländern Top-10-Platzierungen. Auch die Nachfolgesingles Let me stay, Rock The Discothek & Emergency 911 sowie das erste Album der Gruppe namens Back to Life, welches im Jahre 2000 veröffentlicht wurde, erzielten gute Chartplatzierungen.
Erst im Jahre 2001 machten Prezioso feat. Marvin wieder auf sich aufmerksam, als sie die Single Let’s Talk about a Man veröffentlichten. Diese erreichte in Deutschland wiederum respektable Chartplatzierungen. Auch die Nachfolgesingle Somebody aus dem Jahre 2002 brachte ihnen großen Erfolg ein, wodurch sie sich als italienische Dance-Gruppe in Deutschland erneut etablieren konnten. Gleichzeitig wurde im Jahre 2002 das zweite Album We Rule The Danza veröffentlicht. Dieses beinhaltet die vorher genannten Singles Let’s Talk about a Man sowie Somebody.
Danach wurde es ruhiger um die Gruppe. Es folgten nur noch Veröffentlichungen in Italien.
Dazu zählten die Singles In my Mind sowie We Rule The Danza. Im Jahre 2003 hingegen landete das Trio mit Voglio Vederti Danzare in Italien einen Sommerhit. Überraschenderweise wurde diese Single auch in Deutschland veröffentlicht. Allerdings hatten sie mit dieser Single nur mäßigen Erfolg.
Im Jahre 2003 brachten sie ihr drittes und zugleich erstes Doppelalbum heraus, welches hauptsächlich eine Zusammenstellung von alten Songs der ersten beiden Alben darstellt, diese teilweise aber neu geremixt wurden. Das Album trägt den Namen der gleichnamigen Singleauskopplung Voglio Vederti Danzare. Neben dieser enthält das Album noch zwei nicht bekannte Songs namens It’s like sowie Pop goes the world. Obwohl das Album nicht in Deutschland veröffentlicht wurde, konnte man es in einigen deutschen CD-Läden sowie bei diversen Internetanbietern als Import erhalten.
Danach folgten im Jahre 2004 nur noch zwei Veröffentlichungen in ihrem Heimatland, die die Namen Le Louvre sowie Right Here Waiting tragen. Im Jahre 2005 coverten sie den Kiss-Klassiker I Was Made for Lovin’ You im so genannten Tek-House-Stil, welcher im Jahre 2005 speziell durch die Gruppe Vinylshakerz & Global Deejays sowie den italienischen DJ Benny Benassi geprägt wurde. Dies bedeutete für Prezioso feat. Marvin einen temporär bedingten Wechsel von ihrer charakteristischen und ursprünglichen Musikgestaltung. Dies machte sich besonders darin bemerkbar, dass Marvin in diesem Lied den Gesangspart nicht mehr übernahm und eher bei der Produktion und der Gestaltung des Songs mitwirkte. Im Übrigen wurde dieser Song unter dem Namen Rockin' Deejays und nicht unter dem ursprünglichen Namen I Was Made for Lovin' You veröffentlicht. Zudem änderte sich der Gruppenname kurzfristig von Prezioso feat. Marvin in Prezioso & Marvin. Diese Veröffentlichung verzeichnete besonders aufgrund des temporären Musikwandels kaum Erfolg.
Im Jahre 2006 gelangte die Gruppe wieder zu ihren Wurzeln zurück und veröffentlichte unter ihrem alten Namen Prezioso feat. Marvin die Single Survival, welche auch in Deutschland auf diversen CD-Compilations im Tune Up! vs. DJ Manian Remix erhältlich war. Diese Single enthält sogar einen Remix von Gabry Ponte.
Im Jahre 2007 gab Giorgio Prezioso bekannt, das Projekt zu verlassen. Es besteht jetzt nur noch aus Alessandro Moschini alias Marvin sowie Andrea Prezioso, dem Bruder von Giorgio. Infolge des Weggangs von Giorgio Prezioso, benannte sich die Gruppe erneut in Prezioso & Marvin um. Die neue Single des Duos trägt den Titel Touch me und ist im Sommer 2007 erschienen. Diese ist sehr houselastig und lässt erneut einen Stilwechsel erkennen, da Marvin den Gesang in diesem Song nicht mehr übernimmt. Dies war zum ersten Mal im Jahre 2005 bei ihrem Song Rockin' Deejays zu erkennen.
Als Nachfolgesingle wurde ein Remake ihrer im Jahre 2001 veröffentlichten Single Emergency 911 unter dem Namen Emergency 2007 neu veröffentlicht. Allerdings ist diese Single nicht vergleichbar mit Emergency 911 aus dem Jahre 2001, da Emergency 2007 wie schon die Vorgängersingle Touch me als sehr houselastig anzusehen ist und nicht im typischen Italo-Dance Stil gehalten ist. Danach erschienen noch die Songs I Believe, The Riddle (beide 2010), Alone (2011) und Song 2 (2012). Seitdem ist es um die Band relativ still geworden.

### Stil
Die Musik von Prezioso feat. Marvin ist im typischen Italo-Dance-Stil gehalten. Unterstützt wird dies durch den Gesang von Marvin. Die Musik ist vom Einsatz von elektronischen Hilfsmitteln (z. B. verzerrte oder unterdrückte Stimmen) unterstützt. Ihre Aufnahmen tätigt die Gruppe in ihrem Time Network Studio # 1 in Brescia (Italien). Für das Schreiben ihrer Songtexte sind sie selbst verantwortlich. Neben der Produktion von eigenen Songs, fertigt die Gruppe auch Remixe für andere Interpreten und Musikgruppen an. Ein Beispiel ist der Remix des Sommerhits Despre Tine von O-Zone im Jahre 2004.

## Diskografie

### Studioalben
| Jahr | Titel             | Höchstplatzierung, Gesamtwochen, AuszeichnungChartplatzierungen (Jahr, Titel, Platzierungen, Wochen, Auszeichnungen, Anmerkungen) | Höchstplatzierung, Gesamtwochen, AuszeichnungChartplatzierungen (Jahr, Titel, Platzierungen, Wochen, Auszeichnungen, Anmerkungen) | Höchstplatzierung, Gesamtwochen, AuszeichnungChartplatzierungen (Jahr, Titel, Platzierungen, Wochen, Auszeichnungen, Anmerkungen) | Anmerkungen                |
| Jahr | Titel             | DE | AT | CH | Anmerkungen                |
| ---- | ----------------- | --- | --- | --- | -------------------------- |
| 2000 | Back to Life      | DE98 (1 Wo.)DE | AT34 (4 Wo.)AT | CH53 (3 Wo.)CH | Erstveröffentlichung: 2000 |
| 2002 | We Rule the Danza | — | AT52 (3 Wo.)AT | — | Erstveröffentlichung: 2002 |

### Kompilationen
- 2003: Voglio vederti danzare

### EPs
| Jahr | Titel        | Höchstplatzierung, Gesamtwochen, AuszeichnungChartsChartplatzierungen (Jahr, Titel, Platzierungen, Wochen, Auszeichnungen, Anmerkungen) | Anmerkungen                |
| Jahr | Titel        | IT | Anmerkungen                |
| ---- | ------------ | --- | -------------------------- |
| 2000 | Emergency EP | IT23 (9 Wo.)IT | Erstveröffentlichung: 2000 |
| 2001 | Bonjour EP   | IT27 (2 Wo.)IT | Erstveröffentlichung: 2001 |

### Singles
| Jahr | Titel Album                              | Höchstplatzierung, Gesamtwochen, AuszeichnungChartplatzierungen (Jahr, Titel, Album, Platzierungen, Wochen, Auszeichnungen, Anmerkungen) | Höchstplatzierung, Gesamtwochen, AuszeichnungChartplatzierungen (Jahr, Titel, Album, Platzierungen, Wochen, Auszeichnungen, Anmerkungen) | Höchstplatzierung, Gesamtwochen, AuszeichnungChartplatzierungen (Jahr, Titel, Album, Platzierungen, Wochen, Auszeichnungen, Anmerkungen) | Höchstplatzierung, Gesamtwochen, AuszeichnungChartplatzierungen (Jahr, Titel, Album, Platzierungen, Wochen, Auszeichnungen, Anmerkungen) | Anmerkungen                                                                              |
| Jahr | Titel Album                              | DE | AT | CH | IT | Anmerkungen                                                                              |
| ---- | ---------------------------------------- | --- | --- | --- | --- | ---------------------------------------------------------------------------------------- |
| 1999 | Tell Me Why Back to Life                 | DE10 (25 Wo.)DE | AT2 (21 Wo.)AT | CH9 (19 Wo.)CH | — | Erstveröffentlichung: 20. April 1999 Platz 6 (17 Wochen) in den italienischen M&D-Charts |
| 2000 | Let Me Stay Back to Life                 | DE32 (9 Wo.)DE | AT10 (11 Wo.)AT | CH32 (6 Wo.)CH | IT24 (3 Wo.)IT | Erstveröffentlichung: 17. April 2000                                                     |
| 2000 | Voices Back to Life                      | DE81 (1 Wo.)DE | AT34 (3 Wo.)AT | — | — | Erstveröffentlichung: 2000                                                               |
| 2001 | Rock the Discothek Back to Life          | DE29 (9 Wo.)DE | AT7 (17 Wo.)AT | — | — | Erstveröffentlichung: 26. März 2001                                                      |
| 2001 | Emergency 911 Back to Life               | DE70 (4 Wo.)DE | AT5 (16 Wo.)AT | — | — | Erstveröffentlichung: 2001                                                               |
| 2001 | Let’s Talk About a Man We Rule the Danza | DE30 (9 Wo.)DE | AT14 (15 Wo.)AT | — | IT25 (5 Wo.)IT | Erstveröffentlichung: 2001                                                               |
| 2002 | Bonjour We Rule the Danza                | — | AT31 (12 Wo.)AT | — | — | Erstveröffentlichung: 2002                                                               |
| 2002 | Somebody We Rule the Danza               | DE55 (4 Wo.)DE | AT43 (7 Wo.)AT | — | — | Erstveröffentlichung: 2002                                                               |
| 2002 | We Rule the Danza                        | — | — | — | IT21 (1 Wo.)IT | Erstveröffentlichung: 2002 nur in Italien als Single veröffentlicht                      |
| 2003 | In My Mind We Rule the Danza             | — | — | — | IT30 (3 Wo.)IT | Erstveröffentlichung: 2003 nur in Italien als Single veröffentlicht                      |
| 2003 | Voglio vederti danzare                   | DE94 (1 Wo.)DE | AT32 (7 Wo.)AT | — | IT6 Gold · (12 Wo.)IT | Erstveröffentlichung: März 2003 Verkäufe: + 35.000                                       |
| 2004 | Le Louvre –                              | — | — | — | IT10 (2 Wo.)IT | Erstveröffentlichung: 2004 nur in Italien als Single veröffentlicht                      |
| 2005 | Rockin’ Deejays –                        | — | — | — | IT33 (2 Wo.)IT | Erstveröffentlichung: 2005                                                               |

Weitere Singles
- 2004: Right Here Waiting (nur in Italien)
- 2006: Survival
- 2007: Touch Me
- 2007: Emergency 2007 (nur in Italien)
- 2010: I Believe
- 2010: The Riddle
- 2011: Alone
- 2012: Song 2